# Élections sénatoriales de 2020 en Illinois
Les élections sénatoriales de 2020 en Illinois ont lieu le 3 novembre 2020 afin d'élire 22 des 59 membres du Sénat de l'État américain de l'Illinois.
Le Parti démocrate conserve la majorité absolue.

## Système électoral
Le Sénat de l'Illinois est la chambre haute de son parlement bicaméral. Il est composé de 59 sièges pourvus au scrutin uninominal majoritaire à un tour dans autant de circonscriptions que de sièges à pourvoir, selon un calendrier particulier appelé système de mandat 2-4-4. Cette appellation désigne la façon dont une partie des membres de la chambre effectue un mandat de deux ans puis deux de quatre ans en l'espace d'une décennie, de telle sorte que le Sénat soit partiellement renouvelé à chaque élection, avant d'être intégralement renouvelés tous les dix ans. 
Le renouvellement de 2020 est ainsi celui du premier groupe de 20 sénateurs, pourvus pour deux ans. Deux élections anticipés ont cependant également lieu de manière exceptionnelle pour des sièges de sénateurs d'autres groupes n'ayant pas pu finir leur mandats, portant le total à 22.

## Résultats
| Partis | Partis                 | Voix      | %     | Sièges      | Sièges | Sièges | Sièges      | Sièges        |  |
| Partis | Partis                 | Voix      | %     | Total avant | En jeu | Élus   | Total après | +/-           |  |
| ------ | ---------------------- | --------- | ----- | ----------- | ------ | ------ | ----------- | ------------- |  |
|        | Parti démocrate (D)    | 1 261 848 | 66,35 | 40          | 18     | 19     | 41          | 1             |  |
|        | Parti républicain (R)  | 627 734   | 33,01 | 19          | 4      | 3      | 18          | 1             |  |
|        | Démocratie en Amérique | 11 916    | 0,63  | 0           | 0      | 0      | 0           | en stagnation |  |
|        | Candidat par écrit     | 275       | 0,01  | 0           | 0      | 0      | 0           | en stagnation |  |
|        |                        |           |       |             |        |        |             |               |  |
| Total  | Total                  | 1 901 773 | 100   | 59          | 22     | 22     | 59          | en stagnation |  |